# Rick Hoffman
Pour les articles homonymes, voir Hoffman.
Richard Edward Hoffman, dit Rick Hoffman, est un acteur américain, né le 12 juin 1970 à New York. Il est principalement connu pour son rôle de Louis Litt dans la série télévisée Suits : Avocats sur mesure (2011-2019).

## Biographie

### Jeunesse
Rick Hoffman naît le 12 juin 1970 à New York et grandit à Roslyn Heights, sur Long Island. Il fréquente l'université de l'Arizona avant de s'installer à Los Angeles.

### Carrière
Le premier rôle de Rick Hoffman est dans le film Complots, sorti en 1997. Il obtient d'autres petits rôles jusqu'à ce qu'on lui offre un rôle principal, celui de Freddie Sacker, dans la série éphémère The Street, de Darren Star, en 2000, qui se voit arrêtée après seulement sept épisodes, mais qui lui permet de retourner à New York. Ses rôles télévisés ultérieurs comprennent notamment Terry Loomis, en 2001, dans le court-métrage de Steven Bochco, ou encore Jerry Best dans The Bernie Mac Show (2002-2005).
Il enchaîne surtout des rôles de figurants dans des séries comme Les Experts: Miami, Chuck, New York: Unité spéciale, NCIS, Preuve à l'appui, Les Experts: New York, Lie to Me, Monk ou encore The Mentalist jusqu'au jour où il est repéré par le producteur américain Aaron Korsh pour interpréter l'un des rôles principaux dans une nouvelle série.
En 2011, il rejoint la série à succès Suits : Avocats sur mesure, où il incarne Louis Litt, avocat émérite du célèbre et puissant cabinet américain « Pearson Hardman », diffusée sur USA Network entre le 23 juin 2011 et le 25 septembre 2019.

### Vie privée
Hoffman est né et a été élevé dans le judaïsme à New York. Son premier enfant, un garçon, est né en décembre 2014.
Le 19 mai 2018, il était présent, comme une grande partie du casting de Suits, au mariage royal du Prince Harry et de Meghan Markle, amie et collègue de travail.

## Filmographie

### Télévision
- 1990 : La perfection n'existe pas : Mugger
- 1997 : Le Caméléon : photographe chez Joli Minois (saison 2, épisode 3, Sur la corde raide)
- 2000-2001 : The Street : Freddie Sacker
- 2003 : The Partners : Capt. Terlesky
- 2004 : Monk : Monk rencontre le parrain  (saison 3, épisode 5) : Agent Colmes
- 2004 : Paradise : Clark Cavanaugh
- 2006 : Fuse Fangoria Chainsaw Awards : lui-même
- 2006 : 30 Even Scarier Movie Moments: lui-même
- 2006 : Commander in Chief : Lance Addison (saison 1, épisode 17 : L'Art de la politique)
- 2007 : Chuck : Agent responsable de Laszlo
- 2007 : Les Experts : Michael Raykirk (saison 8 épisode 9, Un monde d'ordures)
- 2007 : Las Vegas : Scott Nold ( juge d’un concours de conciergerie, saison 5 épisode 16 )
- 2008 : New York, unité spéciale : Gary Lesley (saison 9, épisode 16)
- 2008 : NCIS (Naval Crime Investigation Service) : Kelvin Ridgeway (saison 5, épisode 15 : Good Morning Baghdad)
- 2009 : Lie to Me : agent employé des États-Unis (saison 1, épisode 7, Une question de conscience)
- 2009 : The Mentalist : ami et collègue de Herctor Bravat (saison 2 épisode 22, Regard de femme)
- 2010 : Better Off Ted : M. Page (saison 2 épisode 11)
- 2011-2019 : Suits : Avocats sur mesure : Louis Litt (rôle principal, 134 épisodes)
- 2011 : Los Angeles, police judiciaire : avocat Miller (saison 1, épisode 19)
- 2019 : Pearson : Louis Litt (saison 1, épisode 8)
- 2020-2023 : Billions (série télévisée) Dr Swerdlow (Saison 5 à 7, 6 épisodes).

### Cinéma
- 1997 : The Fanatics : Protestor
- 1997 : Complots : Night Security
- 1998 : Johnny Skidmarks : Barman
- 1998 : Border to Border : fonctionnaire
- 1998 : L'Arme fatale 4 : Police Officer at Port
- 2000 : De quelle planète viens-tu ? : Docteur
- 2000 : A Better Way to Die : Regis
- 2001 : Looking for Bobby D : Richard
- 2001 : The Agent Who Stole Christmas : Rich Green
- 2002 : Créance de sang : James Lockridge
- 2003 : Farm Sluts : Rick
- 2003 : I Love Your Work : Louis
- 2004 : Cellular : un avocat
- 2004 : Our Time Is Up : Gay Man
- 2004 : Le Jour d'après : l'homme d'affaire dans le bus
- 2005 : Hostel : un client américain
- 2006 : Hostel Dissected (vidéo) : lui-même
- 2007 : Smiley Face : Angry Face
- 2007 : Les Condamnés (The Condemned) : 'Goldy' Goldman
- 2007 : Postal : M. Blither
- 2009 : Locker 13 : Armando (segment « The Author »)
- 2023 : Thanksgiving : La Semaine de l'horreur (Thanksgiving) d'Eli Roth : Thomas Wright